# جامعة سكرانتون
جامعة سكرانتون (بالإنجليزية: University of Scranton) هي جامعة يسوعية خاصَّة في سكرانتون بولاية بنسلفانيا، تأسّست عام 1888 على يد ويليام أوهارا، أول أسقف لسرانتون، بِاِسم كلية سانت توماس. وَفِي عام 1938 ترقت إلى مرتبة الجَامِعَة واتخذت اسم جامعة سكرانتون. يتم تشغيلها من قَبل أبرشية سكرانتون مُنذ تأسيسها حتَّى عام 1897، بينما احتفظت أبرشية سكرانتون بملكية الجَامِعَة، كَانَت تدار من قَبل الأخوة المسيحيّين لاساليان من 1888 إلى 1942. وَفِي عام 1942 اِستَحوذت جمعية يسوع على الجَامِعَة وسيطرت عَلَيهَا. وَخِلَال الستينيّات أصبَحَت الجَامِعَة مؤسَّسة مستقلة باشراف مَجلِس أمناء.
تتكون الجَامِعَة من ثلاث كليات وهي كلية الآداب والعلوم، وكلية كانيا للإدارة، وكلية بانوسكا للدِرَاسَات المهنيَّة، وتحتوي جميعها على بَرامِج البكالوريوس والدراسات العليا،  تقدم الجَامِعَة 65 برنامجًا لدرجة البكالوريوس، و29 برنامجًا لدرجة الماجستير، و38 تخصصًا جامعيًا، بِالإضافة إلى بَرنامَج دكتوراه في العلاج الطَّبيعِيّ، ودكتوراه في التمريض، وبرنامج دكتوراه في إِدَارَة الأَعمَال.
تسجل الجَامِعَة مَا يقرب من 6000 خريج وطلاب جامعيين، مُعظم طلابها من بنسلفانيا ونيوجيرسي ونيويورك. وَفِي عام 2016 كَان حوالي 58 بالمائة من طلابها الجامعيين من السيدات و42 بالمائة من الرجال،  وَفِي بَرامِج الدراسات العليا كَان حوالي 62 بالمائة طالبات و38 بالمائة طلاب، ويَبلغَ أعضاء هيئة التدريس فِيهَا 300 عضو بدوام كامل، ومنهم 200 عضو مقيم.

## التاريخ
في عام 1888، بدأَ أول أسقف لسرانتون «ويليام أوهارا» في بِنَاء كلية سانت توماس، الَّتِي سبقت جامعة سكرانتون، وَفِي سبتمبر 1892، قبلت الكليَّة طلابها الأوائل وبلغ عددهم 62 طالبًا، وَفِي عام 1897 قُسمت المدرسة إلى ثلاثة أقسام «قسم الكليَّة»، و«بَرنامَج تِجَارِيّ لمدَّة عامين»، و«مدرسة سانت توماس الثانويّة» الَّتِي ظلت مفتوحة حتَّى عام 1939. وتولَّى «دانيال جيه ماكجولدريك» من جامعة جورج تاون رئاسة الكليَّة من عام 1895 حتَّى وفاته في عام 1900، ومنحت الكليَّة درجات من خِلال كليات أُخرى حتَّى عام 1924، عَندَمَا حصلت على مِيثَاق الدَّولَة لمنح درجات البكالوريوس في الآداب والعلوم، وماجستير العلوم، وَفِي عام 1938 أعاد الأخوة كريستيان تسمية الكليَّة «جامعة سكرانتون» وبدأوا في قبول السيدات في القسم المسائي.
في عام 1942 انتقلت مَلِكِيَّة جامعة سكرانتون إلى جمعية اليسوعيين، وَفِي عام 1944 تأسّست «مدرسة سكرانتون الإعدادية» وَكَان مَقَرها الأول في مَبنى مستشفى خاصّ سابق، وانتقلت إلى موقعها الحاليّ في عام 1963 وأصبحت مستقلة عَن الجَامِعَة في عام 1978.
مَع تدفق قدامى المُحاربين بَعد الحرب العالمية الثانية، بُنيت ثلاث ثكنات في مِنطَقَة سكرانتون السَّابِقَة وعملت كمساحة للفصول الدراسيّة على مدار الخمسة عشر عامًا التَالِيَة،  وافتتحت كلية الدراسات العليا في عام 1950، وأضافت بَرامِج في التَّعليم وإدارة الأَعمَال والكيمياء والتَّاريخ واللغة الإنجليزيَّة، وكانت تقبل السيدات مُنذ البداية، وَفِي عام 1951 تم إِنشاء وَحدة تدريب ضباط الاحتياط التَّابِعَة للجيش وأصبحت إلزامية لغير المُحاربين القدامى خِلال سنوات الدراسة الأولى والثانيَّة.

## أكاديميًا
تمنح الجَامِعَة درجات البكالوريوس في 65 تخصصاً، ويُمكن للطلاب الاِستِفادَة من العديد من التركيزات قَبل المهنيَّة، مِثل الطب التمهيدي، وَمَا قَبل القَانُون، وَمَا قَبل طب الأسنان. وتقدَّم الجَامِعَة بَرنامَج مَع مرتبة الشرف، وبرنامج الفنون اليسوعية الليبراليَّة الخاصّة، وتمنح الجَامِعَة شهادات الدراسات العليا في 29 مجالًا، مِثل المحاسبة، والكيمياء، وهندسة البرمجيات، وعلم اللاهوت، وتقدَّم الجَامِعَة بَرنامَج دكتوراه في العلاج الطَّبيعِيّ ودكتوراه في مُمَارَسَة التمريض.

## التصنيف
صَنَّفت مجلّة يو إس نيوز آند وورد ريبورت جامعة سكرانتون في المرتبة السادسة في التصنيف العالميّ «لأفضل الجامعات الإقليميَّة الشماليَّة» في 2021،  كما صُنفت في المرتبة 14 من أصل 38 «لأفضل تعليم جامعي»، وحصلت على المرتبة 40 من أصل 73 في تصنيف «أفضَل المدارس ذَات القِيمَة».
صنفتها مجلّة «مراجعة برينستون» في 2017، في المرتبة الرابعة لأفضل مختبرات علوم، وَفِي المرتبة 11 لأفضل غذاء في الحرم الجامعي، وَفِي المرتبة 17 لأفضل مساكن جامعية، وَفِي المرتبة 20 في تصنيف «الطلاب الأكثر الانخراط في خِدمَة المُجتمع».
صنف تَقرير صادر عَن «مجلّة الإيكونوميست» في أكتوبر 2015 جامعة سكرانتون في المرتبة 22 في البلاد من حيثُ تأثير التَّعليم على أرباح خريجيها،  وصنفها بَرنامَج «بَرنامَج سياسة بروكينغز الحضريّة» الَّذِي نُشر في أكتوبر 2015، ضمنَ أفضَل 100 كلية في الوَلاَيات المتَّحدة من حيثُ زِيادَة الأرباح السنويَّة الَّتِي تُسَاهِم بِهَا لخريجيها بَعد 10 سنوات من التسجيل.

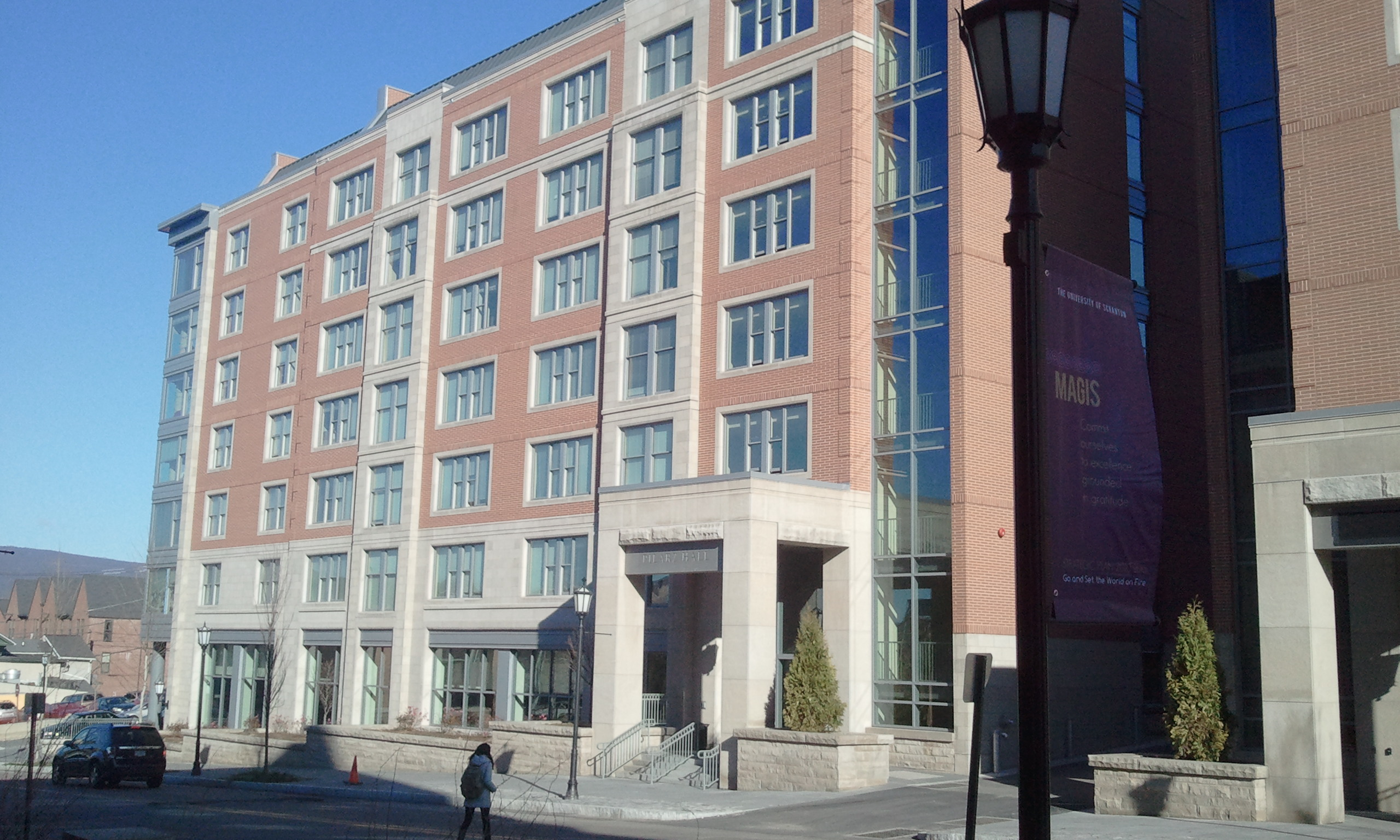
قاعة بيلارز وهي جزء من مجمع مولبيري ستريت الجديد الذي يضم مساكن ومرافق للياقة البدنية وقاعة طعام.

- تصنيف الجامعات:
  - وطني: فوربيس (251).[21]
  - إقليمي: يو إس نيوز (6).[22]
  - درجة الماجستير: (100).[23]

## مطبعة جامعة سكرانتون
كَانَت مطبعة جامعة سكرانتون مطبعة جامعية تَابِعَة لجامعة سكرانتون، وتَضمّنَت منشوراتها كتبًا عَن القضايا الدينيَّة والفلسفيّة والتَّاريخ المحليّ، ومناجم الفحم، وَفِي صيف 2010 أَعلَنَت الجَامِعَة إيقاف المطبعة بَعد الانتهاء من جَمِيع المشاريع الحاليَّة.

## رؤساء جامعة سكرانتون
ترأس الجامعة 24 رئيسًا، وأربعة رؤساء بالإنابة.

## مشاهير

### الخريجون
تخرج من الجامعة أكثر من 49 ألف من جميع أنحاء العالم.
- سوزان كامبل بارتولتي (1982) - كاتبة أطفال أمريكيَّة.
- جوزيف باتيستو - سياسي أمريكيّ وعضو مجلس نواب بنسيلفانيا (1983-2000).
- ريتشارد جيه بيميش - سكرتير بنسلفانيا للكومنولث ومفوض لَجنَة المرافق العامَّة.
- بروس بيمر (1992) - المفتش العَام في ولاية بنسلفانيا (2016)، المدعي العَام في بنسلفانيا (2016-2017).[25]
- درو فون بيرغن (1961) - صحفي في يونايتد برس إنترناشيونال، ورئيس نادي الصحافة الوطنيّ (1980)، والمهرجان الوطنيّ لأزهار الكرز (1995-1997).[26]
- جيري بيرميلين (1978) - سياسي أمريكي، وعضو في مجلس نواب بنسيلفانيا (1985-2007).
- جون بليك - سياسي أمريكي، وعضو مَجلِس شُيُوخ ولاية بنسلفانيا مُنذ عام 2011.
- كيفن بلوم - سياسي أمريكي، وعضو مجلس شيوخ ولاية بنسيلفانيا (1981-2007).
- باتريك جيه بولاند - عضو مجلس النواب الأمريكي من ولاية بنسلفانيا (1931-1942).
- روزماري براون - سياسي أمريكيّ وعضو في مجلس نواب بنسيلفانيا مُنذ يناير 2011.
- كريستوفر إف بورن - فَرِيق في القوات الجوية الأمريكية.
- جون دي بوتزنر الابن - قاضي فيدرالي سابق في محكمة استئناف الوَلاَيات المتَّحدة للدائرة الرابعة.
- كيفن بيرن (2007) - عضو جمعية ولاية نيويورك.
- مايكل بي كارول - سياسي أمريكي، وعضو في مجلس نواب بنسيلفانيا مُنذ عام 2007.
- نيستور شيلاك - حكم في الدوري الأمريكي من 1954 إلى 1978.
- ويليام جي. كونولي (1959) - صحفي ومحرر جريدة.
- الفَرِيق جون جي كوزيك - قائد الإمداد والتموين في جيش الوَلاَيات المتَّحدة (1991-1993)
- إدموند إيدن - لاعب كُرَة القدم الأمريكيّ لفريق ديترويت ليونز.
- جاكلين هونوليك - عارضة أزياء أمريكيَّة، وملكة جمال كونيتيكت، وملكة جمال الوَلاَيات المتَّحدة (2008).
- بيل هوارد (1991) - صحفي أمريكيّ يُرَكِز على القضايا الكاثوليكيَّة.
- كاثلين كاين (1988) - المدعي العَام في بنسلفانيا (2013-2016).[27]
- جاك كيني (1947) - أطول مدعٍ فيدرالي خدم في تَارِيخ الوَلاَيات المتَّحدة.[28]
- الفَرِيق «كيفن سي كيلي» - الجراح العَام السَّابِق في جيش الوَلاَيات المتَّحدة.
- رالف لوما - لاعب جولف صغير مشهور، مصمم أصلي لطواحين الهواء والقلاع والكنائس.
- كالانيثي ماران - مؤسس ورئيس «شبكة صن نتورك» أكبر دور الإعلاَم في الهند، ومالك أغلبية شّركَة سبايس جيت.[29]
- جيمس باريت مكنولتي - سياسي أمريكيّ وعمدة سكرانتون (1982-1986).
- جايسون ميلر - ممثل سينمائي ترشح لجائزة الأوسكار وجائزة بوليتسر، وكاتب مسرحي حصل على جائزة بوليتزر واشتهر بلعب دور الأب داميان في فيلم طارد الأرواح الشريرة.
- بول مونترون - مدير أَعمَال أمريكي.
- كارين مورفي - ممرضة أمريكيَّة مسجلة ومديرة مستشفى، ووزيرة الصحة في ولاية بنسلفانيا مُنذ عام 2015.[30]
- باتريك أوبويل (طالب متفوق في عام 1916) - رَئِيس أساقفة أبرشية الروم الكاثوليك بواشنطن (1948-1973).
- مارت أومالي (1912) - قاضي المحكمة العليا في إنديانا.
- روبرت سابلز - كاتب ومؤرخ بحري أمريكي.
- هارفي سيشرمان - كاتب أمريكيّ وخبير في السِياسَة الخارجيَّة، ورئيس معهد أبحاث السِياسَة الخارجيَّة من 1993 إلى 2010.
- فرانك أندروز شيمكوس (1973) - مذيع وسياسي أمريكي، وعضو في مجلس نواب بنسيلفانيا (2007-2008).
- بوب سميث - عضو مجلس شيوخ نيوجيرسي
- توني سمورفيت (1963) - رجل أَعمَال إيرلندي بريطاني.
- نيل تومسون (1987) - مؤلف أمريكيّ غير روائي.
- كلارنس سي والتون - الرَّئِيس الأول للجامعة الكاثوليكيَّة الأمريكيَّة (1969-1978).
- جيمس دونالد والش - دبلوماسي وسفير الوَلاَيات المتَّحدة لَدَى الأرجنتين 2000-2003.
- ستيفن ووجداك - سياسي أمريكي، وعضو مجلس نواب بنسيلفانيا (1969-1976).

### أعضاء هيئة التدريس
- جيمس أيه مارتن - الرئيس السابق لقسم اللاهوت (1946-1949)، وهو أقدم يسوعي في العالم حتى وفاته عام 2007 عن عمر 105 عامًا.[31]

## روابط خارجية
- الموقع الرسمي